# 瓦罗拉
瓦罗拉（Warora），是印度马哈拉施特拉邦钱德拉布尔县的一个城镇。总人口42240（2001年）。

## 人口
该地2001年总人口42240人，其中男性21937人，女性20303人；0—6岁人口4931人，其中男2603人，女2328人；识字率77.18%，其中男性为82.07%，女性为71.89%。